# Prepona brooksiana
Prepona brooksiana är en fjärilsart som beskrevs av Frederick DuCane Godman och Osbert Salvin 1889. Prepona brooksiana ingår i släktet Prepona och familjen praktfjärilar. Inga underarter finns listade i Catalogue of Life.